# لیدیارد میلیسنت
لیدیارد میلیسنت (به انگلیسی: Lydiard Millicent) یک روستا و محله مدنی در بریتانیا است که در ویلتشر واقع شده‌است. لیدیارد میلیسنت  ۱٬۵۷۰ نفر جمعیت دارد.